# انستیتوی حقوق، علوم و امنیت جهانی
مؤسسه حقوق، علوم و امنیت جهانی در دانشگاه جرج تاون برای ترویج آموزش و تحقیق در زمینه حقوق بین‌الملل و روابط بین‌الملل تأسیس شد. این مؤسسه دوره‌های کارشناسی و کارشناسی ارشد را حمایت مالی می‌کند و یک برنامه کارشناسی ارشد حقوق بین‌الملل و امنیت جهانی را اجرا می‌کند. این مؤسسه می‌کوشد تا سیاست‌های عمومی راجع به ماهیت، نقش و اهمیت حقوق بین‌الملل در رابطه با موضوعات علم و امنیت جهانی را آگاه‌سازی کند. برای این منظور، یک سری برنامه‌های خاص را پشتیبانی می‌کند از جمله برنامه قانون و سیاست منع گسترش سلاح‌های هسته ای، که به‌طور مشترک با مرکز جیمز مارتین از انستیتوی مطالعات بین‌المللی مونتری اجرا می‌شود.
اخیراً مؤسسه ابتکار عمل ویژه ای را در زمینه امنیت سایبری آغاز کرده‌است. در میان شرکت کنندگان در این ابتکار عمل مدیر سابق آژانس اطلاعات مرکزی مایکل هایدن، سیوبان گورمن، خبرنگار امنیت ملی "وال استریت ژورنال " و سوزان اسپاولدینگ، مشاور سابق ژنرال سابق کمیته اطلاعات سنا انتخاب شده‌اند. از زمان تأسیس، این مؤسسه همچنین با حمایت از سخنرانان مختلفی از جمله پل کلمنت، وکیل دادگستری سابق ایالات متحده، بیل ریچاردسون، فرماندار نیومکزیکو، نیل کاتیال، معاون وکلای عمومی ایالات متحده حمایت مالی کرده‌است. این مؤسسه توسط اساتید کریستوفر سی جیونر و آنتونی کلارک آرنت تأسیس شده‌است و در ابتدا مؤسسه حقوق و سیاست بین‌المللی نامیده می‌شد . در حال حاضر توسط استاد جونر اداره می‌شود و کاترین لوترونی به عنوان معاون مؤسسه فعالیت می‌کند. امیت یوران، رئیس سابق بخش امنیت سایبری ملی در وزارت امنیت میهن ایالات متحده آمریکا در هیئت مشاوران این مؤسسه فعالیت می‌کنند.